# Passo Xomo

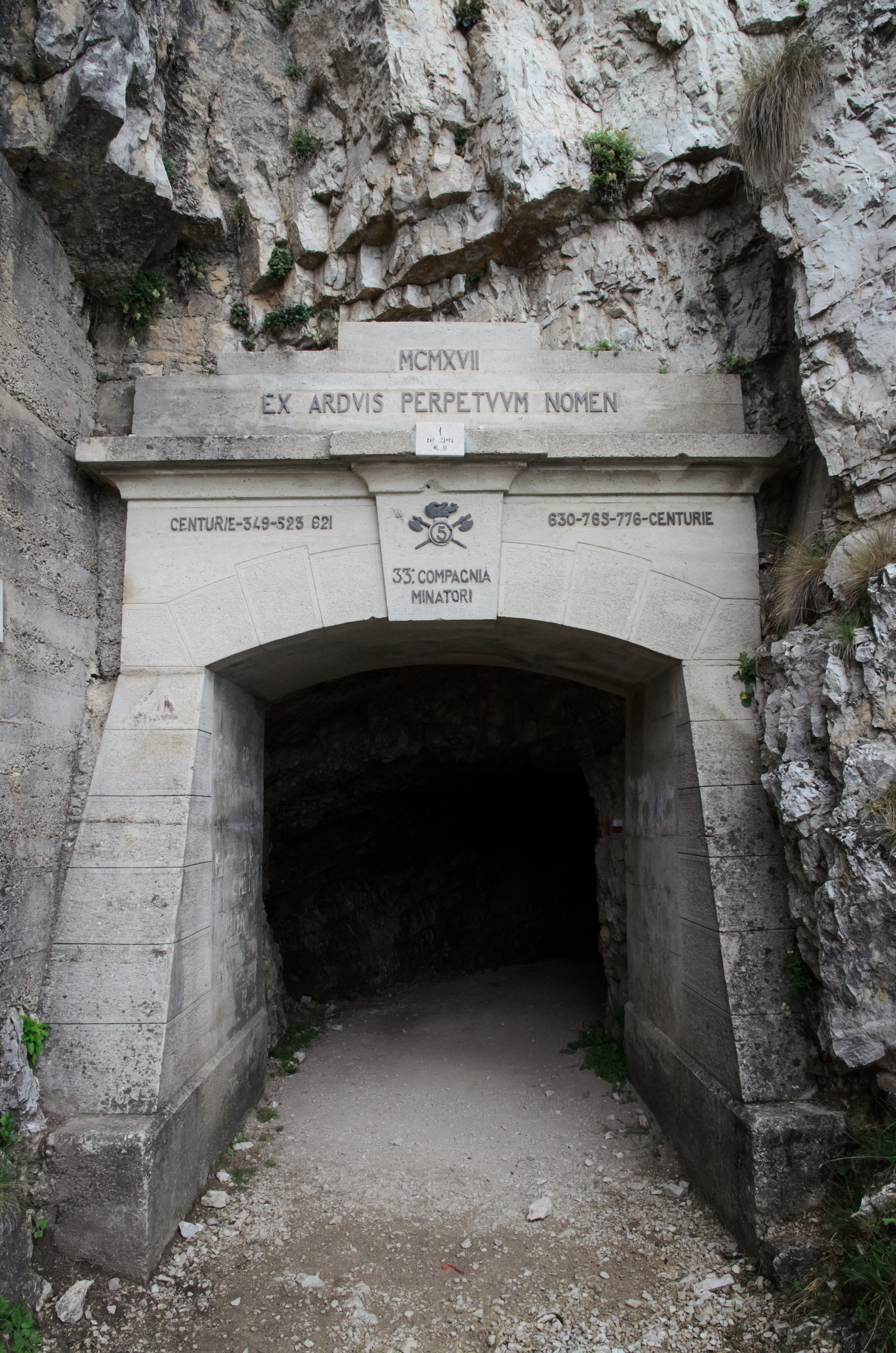
Inizio della Strada delle 52 gallerie

Il passo Xomo o colle del Xomo (1.058 m) è un valico alpino delle Prealpi Venete, fra il massiccio del Pasubio e il monte Novegno. Mette in comunicazione la Val Leogra, con gli abitati di Valli del Pasubio, e la valle di Posina.
Il passo deve gran parte della sua importanza al fatto che funge da base di partenza per le escursioni sul sovrastante massiccio del Pasubio. Proprio dal passo parte infatti la strada degli Scarubbi, che porta fino al rifugio Achille Papa, passando per Bocchetta Campiglia (1.216 m) da dove parte la strada delle 52 gallerie.
Durante il periodo invernale non è aperto dai mezzi spazzaneve ma rimane chiuso fino allo scioglimento della neve, che può avvenire in primavera inoltrata sul versante di Posina, poco esposto al sole.